# If I Had You
If I Had You è un brano musicale del cantante statunitense Adam Lambert, terzo singolo estratto dal suo album di debutto For Your Entertainment.
La canzone è stata scritta da Savan Kotecha, Max Martin e Shellback.

## Tracce
Australian Digital EP
1. "If I Had You" (Radio Mix) - 3:46
2. "If I Had You" (Jason Nevins Radio Mix) - 3:45
3. "If I Had You" (Instrumental Version) - 3:43

Australian CD Single
1. "If I Had You" - 3:47
2. "If I Had You" (Instrumental Version) - 3:46

US/AUS Digital EP "The Remixes"
1. "If I Had You" (Radio Mix) - 3:47
2. "If I Had You" (Jason Nevins Extended Mix) - 6:44
3. "If I Had You" (Jason Nevins Robotronic Extended Mix) - 6:17
4. "If I Had You" (Dangerous Muse Remix) - 5:51
5. "If I Had You" (Morgan Page Extended Remix) - 7:53

## Video
Il video è stato presentato in anteprima su VH1 il 14 giugno 2010. Diretto da Bryan Barber, Adam Lambert con questa canzone e questo video vuole dimostrare che spesso "soldi, fama e fortuna non possono mai competere" con l'amore. Nel video, infatti, sono presenti scene del cantante intento a ballare e divertirsi, ed altre in cui, attraverso un primo piano, esprime tuttavia la sua malinconia.
È una canzone a tema sentimentale, in cui il cantante parla liberamente del suo desiderio di avere qualcuno accanto, nonostante la sua fama ed il suo successo non lo abbandonino mai.

## Classifiche
| Classifica (2010) | Posizione massima |
| ----------------- | ----------------- |
| Australia         | 4                 |
| Canada            | 8                 |
| Finlandia         | 9                 |
| Nuova Zelanda     | 7                 |
| Ungheria          | 1                 |
| USA               | 30                |

### Classifiche di fine anno
| Classifica (2010) | Posizione massima |
| ----------------- | ----------------- |
| Australia         | 36                |
| Ungheria          | 50                |
| Canada            | 34                |

| Paese         | Certificazioni |
| ------------- | -------------- |
| Australia     | 2× Platinum    |
| Nuova Zelanda | Gold           |